# Pick Withers
David "Pick" Withers (născut pe 4 aprilie 1948 în Leicester, Anglia) a fost primul baterist al trupei rock Dire Straits cântând pe primele patru albume, ce au inclus hituri precum "Sultans of Swing", "Romeo and Juliet" și "Skateaway".
1. 1 2  Montreux Jazz Festival Database[*] Verificați valoarea |titlelink= (ajutor);